# Дънкан Халдейн
Фредерик Дънкан Майкъл Халдейн (на английски: Frederick Duncan Michael Haldane) е английско-американски физик.

## Биография
Роден е на 14 септември 1951 г. в Лондон, Великобритания. Завършва Кеймбриджкия университет, където през 1978 година защитава докторат, след което работи в Института „Лауе-Ланжвен“. През 1981 година заминава за Съединените щати, където работи в Южнокалифорнийския, а след това – в Принстънския университет, като се занимава главно с физика на кондензираната материя.
През 2016 г. Халдейн получава Нобелова награда за физика, заедно с Дейвид Таулес и Майкъл Костерлиц, „за теоретични открития на топологичните фазови преходи и топологичните фази на материята“.